# Bellini (famiglia)
I Bellini furono una famiglia di artisti italiani, pittori provenienti da Venezia attivi durante il Rinascimento.

## Esponenti illustri

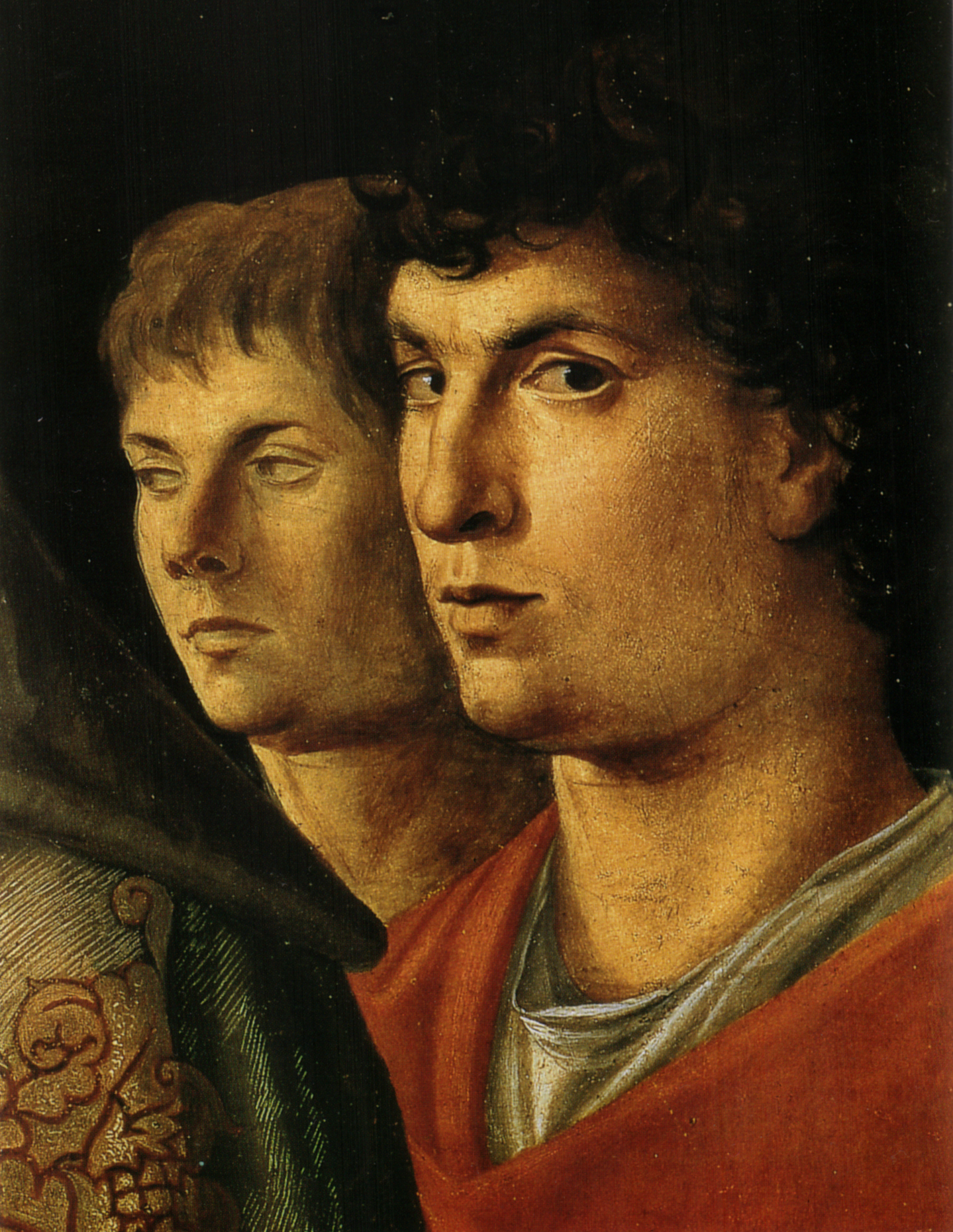
Presunto autoritratto di Giovanni Bellini

- Jacopo Bellini (1400-1470), pittore;
- Giovanni Bellini (1430 circa-1516), il più noto dei suoi figli;
- Gentile Bellini (1428 circa-1493), fratello di Giovanni;
- Nicolosia Bellini (XV secolo), loro sorella, sposò Andrea Mantegna
- Leonardo Bellini, nipote di Jacopo, miniatore, attivo tra il 1443 e il 1490.